# Eierprikker

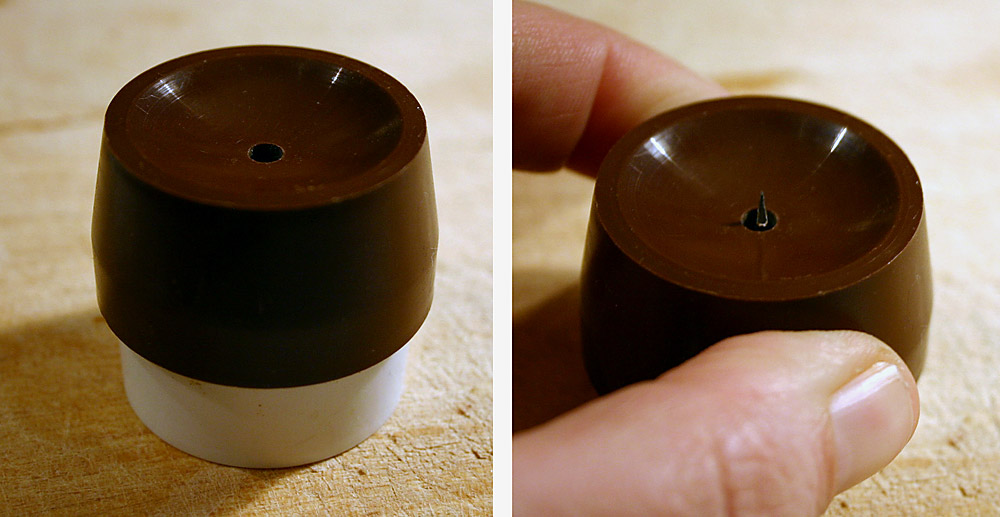
Klassieke eierprikker uit de jaren 70, normale stand en ingedrukt

Een eierprikker is een huishoudelijk apparaatje waarmee het barsten van eieren tijdens het koken kan worden voorkomen. In de bolle kant van het ei wordt een gaatje geprikt. Hierdoor kan tijdens het koken de lucht uit de luchtkamer ontsnappen. Warme lucht zet uit en zou anders de schaal het ei doen barsten. Een eierprikker wordt vaak meegeleverd bij een eierkoker, in combinatie met een maatbekertje voor het afmeten van het water.

Dwarsdoorsnede van een ei
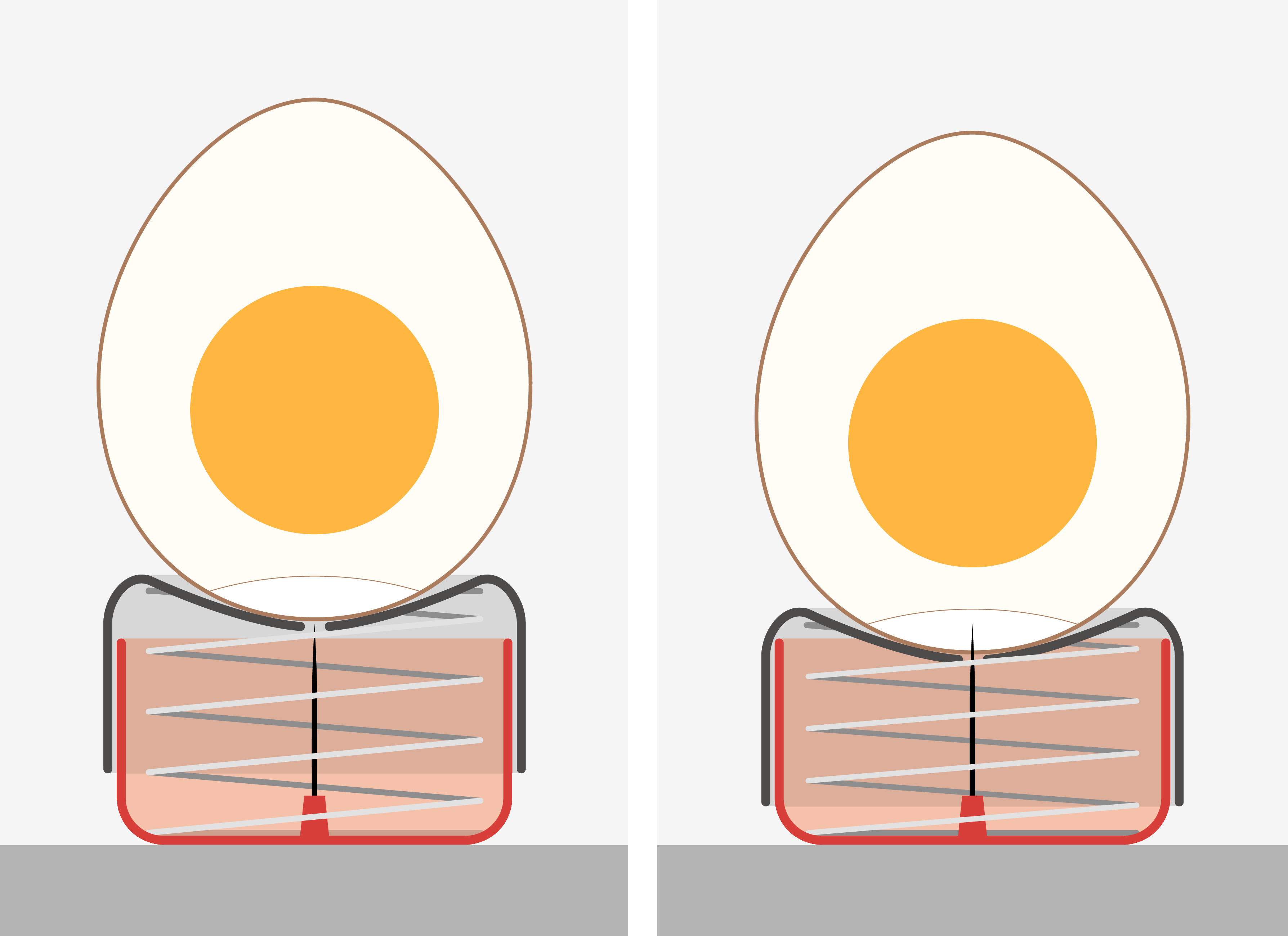
Dwarsdoorsnede van een eierprikker met ei
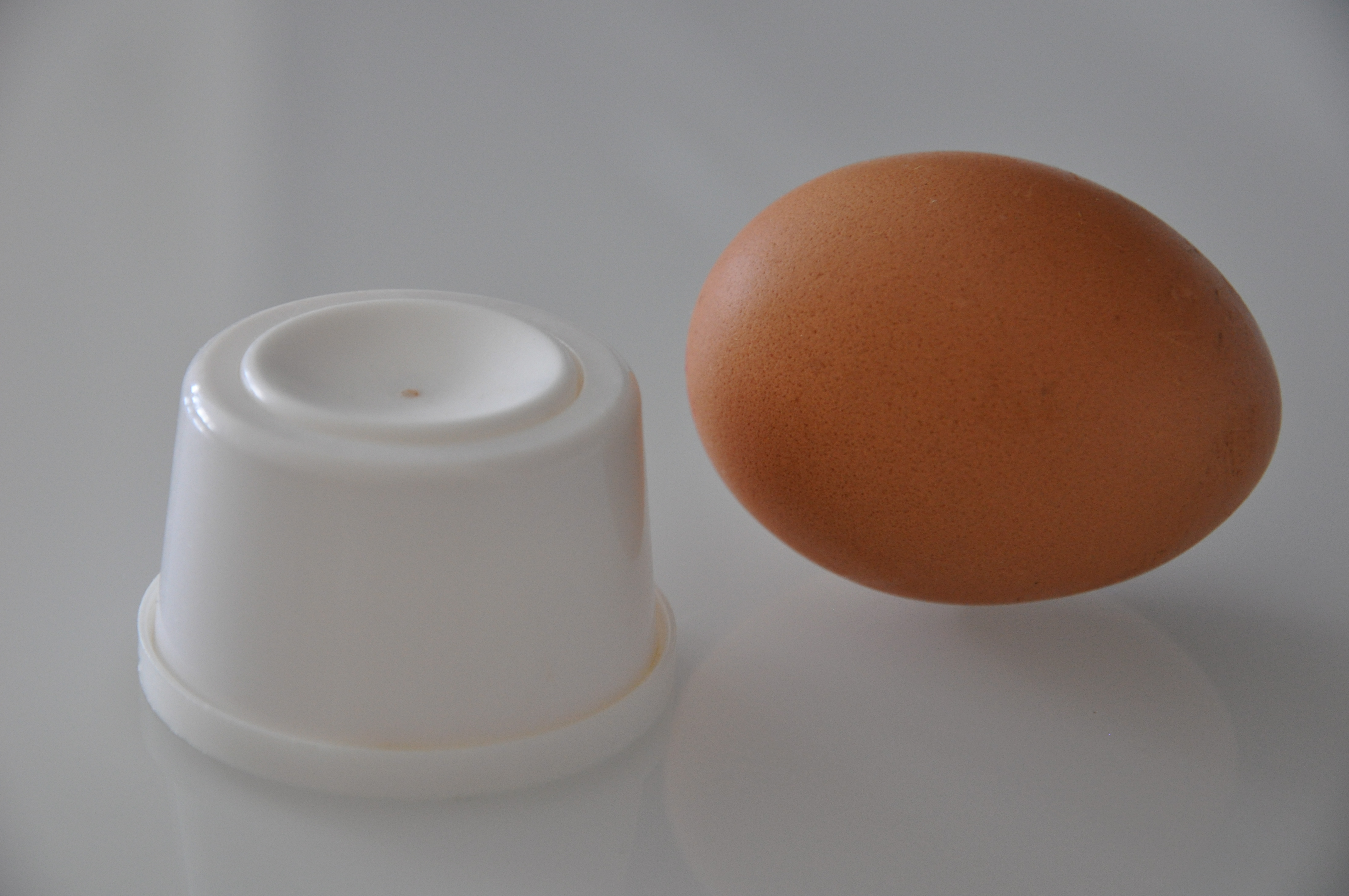
Eierprikker met ei